# Nogent-sur-Vernisson
Nogent-sur-Vernisson é uma comuna francesa na região administrativa do Centro, no departamento Loiret. Estende-se por uma área de 33,2 km². Em 2010 a comuna tinha 2 610 habitantes (densidade: 78,6 hab./km²).